# Efecto hipercrómico

Curva de fusión de un ácido nucleico, que muestra la hipercromicidad como función de la temperatura.

El efecto hipercrómico es el incremento de absorbancia en un material. El caso opuesto es el efecto hipocrómico. El caso más conocido es la hipercromicidad del ADN, que ocurre cuando el dúplex se desnaturaliza, dando dos cadenas sencillas que absorben más en el ultravioleta. Esta característica del ADN es una forma de seguir el proceso de desnaturalización de la molécula: a medida que el proceso avanza, se observa un incremento en la absorbancia.
- Datos: Q3025038